# NGC 2352
NGC 2352 في الفهرس العام الجديد، هي مجرة، تقع في كوكبة الكلب الأكبر. اكتشفت في 6 مارس 1785 بواسطة ويليام هيرشل.

## روابط خارجية
- NGC 2352 على موقع ويكي سكاي: DSS2, SDSS, GALEX, IRAS, Hydrogen α, X-Ray, Astrophoto, Sky Map, Articles and images